# Eta Ursae Minoris
Eta Ursae Minoris (η UMi) – gwiazda w gwiazdozbiorze Małej Niedźwiedzicy, odległa od Słońca o około 369 lat świetlnych.

## Nazwa
Gwiazda w niektórych katalogach gwiazd jest określana nazwą Anwar al Farkadain, która pochodzi od arabskiego wyrażenia ‏انور الفرقدين‎ ’anwar al-farqadayn, „jaśniejsze z dwóch cieląt”. „Dwoma cielętami” Arabowie pierwotnie określali Beta i Gamma Ursae Minoris, później nazwy te zostały przeniesione na Eta i Zeta Ursae Minoris; wbrew nazwie to Eta jest słabszą z nich.

## Właściwości fizyczne
Eta Ursae Minoris to żółto-biały karzeł należący do typu widmowego F5. Jego temperatura to około 6400 K, jest ona 7,4 razy jaśniejsza niż Słońce. Dość duża jasność wskazuje, że jest ona bliska przeistoczeniu w podolbrzyma. Gwiazda ma masę około 1,4 razy większą od Słońca i 2 razy większy promień. Ma ona około 1,7 miliarda lat. Gwiazda obraca się szybciej niż Słońce i ma gorącą koronę emitującą promieniowanie rentgenowskie.
Gwiazda ma optycznego towarzysza, składnik B. Jest to słaba gwiazda o wielkości 15,31m, odległa o 228,3″ od jaśniejszej gwiazdy (pomiar z 2010 r.). Pomiar paralaksy tego składnika wskazuje, że pomimo zbliżonego ruchu własnego jest on znacznie bliżej Słońca niż Eta Ursae Minoris, a sąsiedztwo jest tylko pozorne. Jest to czerwony karzeł typu M4.